# Bazoges-en-Pareds
Bazoges-en-Pareds je francouzská obec v departementu Vendée v Pays de la Loire.